# Wilhelm Lehmann

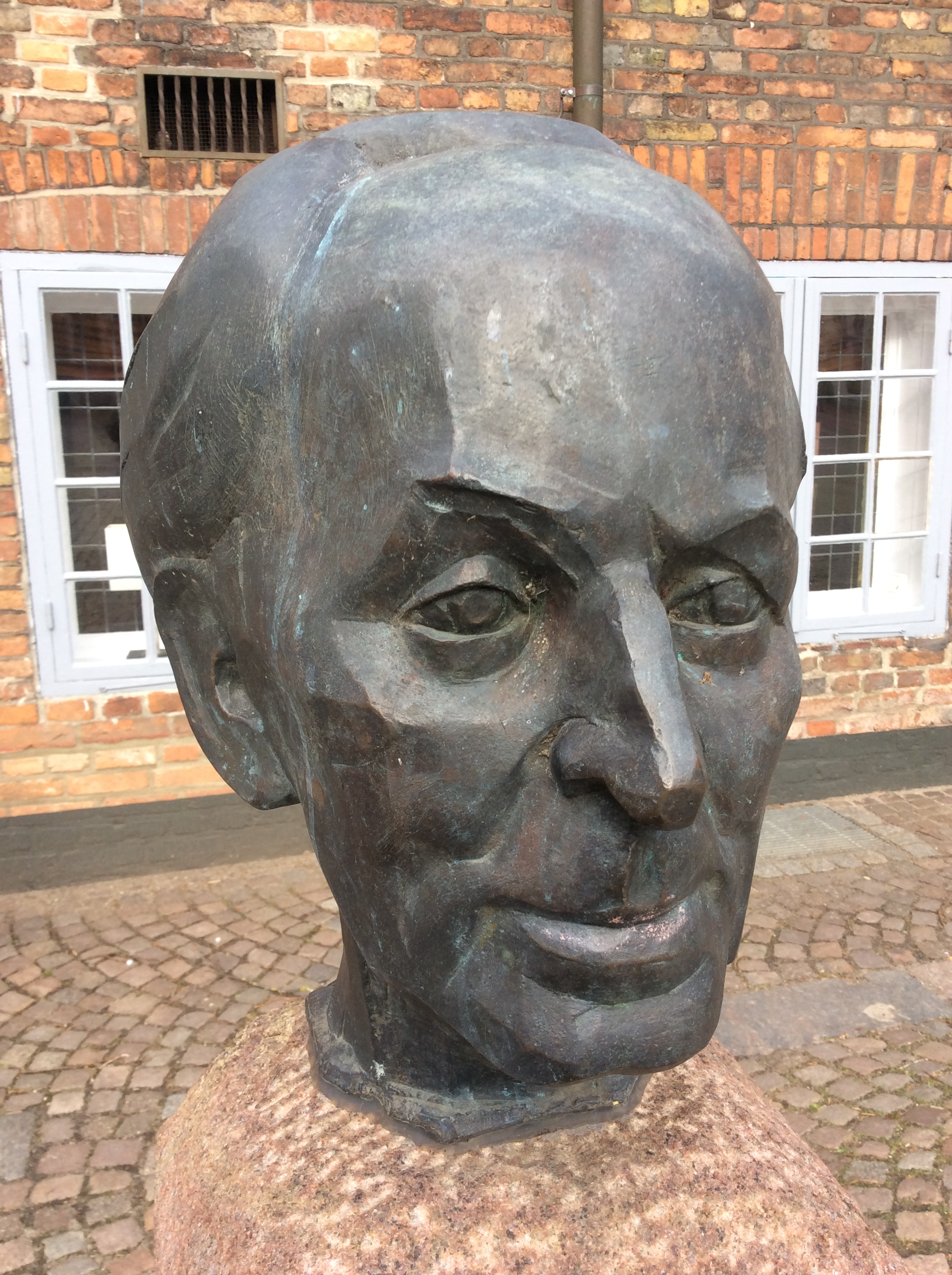
Diese von Manfred Sihle-Wissel geschaffene Büste steht seit 2005 auf dem Rathausmarkt Eckernförde.

Wilhelm Heinrich Lehmann (* 4. Mai 1882 in Puerto Cabello, Venezuela; † 17. November 1968 in Eckernförde) war ein deutscher Lehrer und Schriftsteller.

## Leben

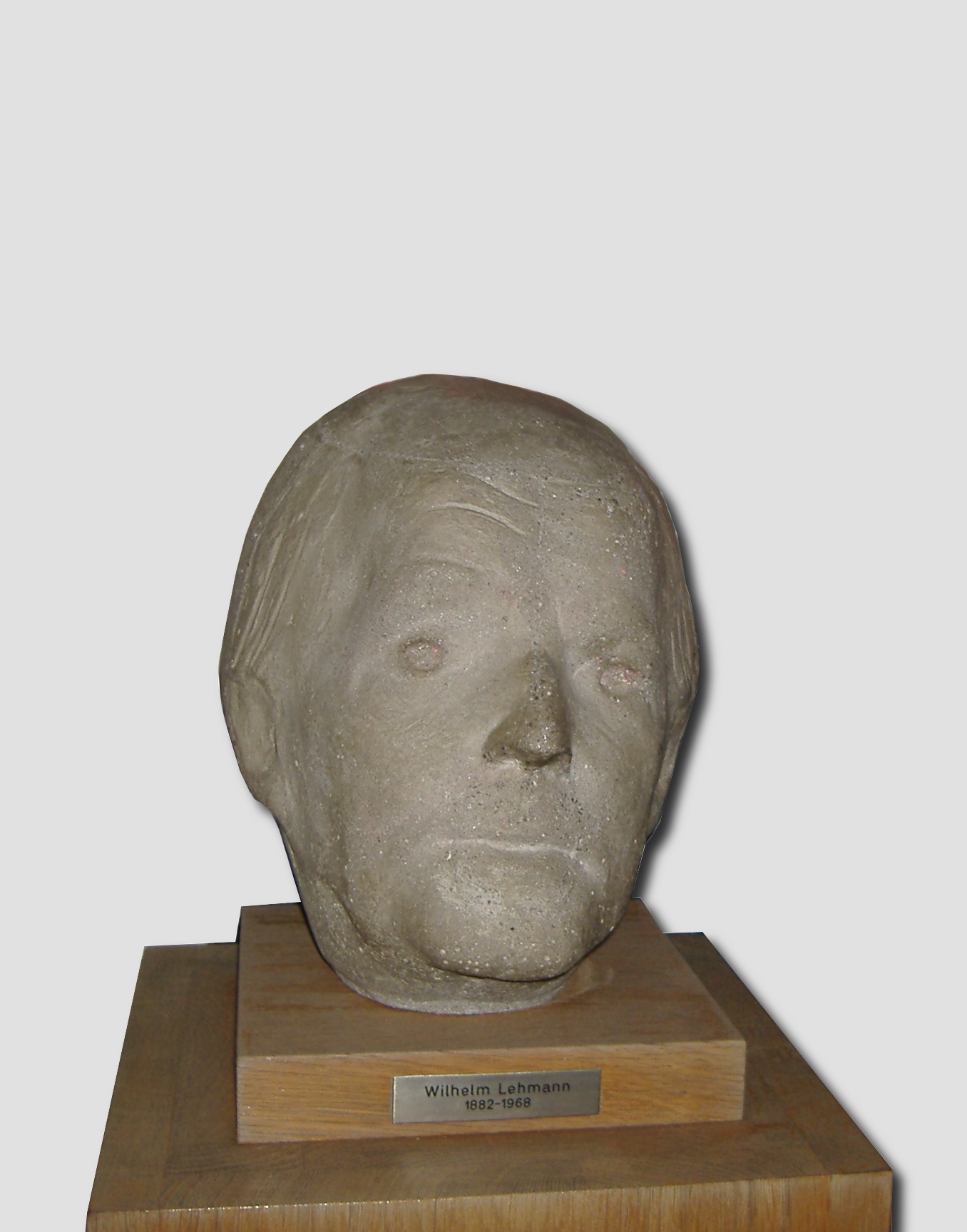
Büste von Lehmann in der Jungmannschule

Wilhelm Lehmann, geboren in Venezuela als Sohn eines Lübecker Kaufmanns und einer Hamburger Arzttochter, wuchs im damals noch halb ländlichen Wandsbek auf, studierte in Tübingen, Straßburg, Berlin (dort Begegnung und lebenslange Freundschaft mit Moritz Heimann und Oskar Loerke, Teilnahme an Vorlesungen über Simmels Lebensphilosophie) und Kiel Philosophie, Naturkunde und Sprachen. In Kiel wurde Lehmann 1905 promoviert. Nach dem Staatsexamen für das höhere Lehramt war Lehmann Lehrer in Kiel, Neumünster, an der Freien Schulgemeinde Wickersdorf  und im Landschulheim am Solling in Holzminden. Er wirkte an verschiedenen Landschulheimen als Erzieher (zum Beispiel 1912–1917 bei Martin Luserke in Wickersdorf, Auseinandersetzung mit Gustav Wyneken; sowie 1919–1923 am Landschulheim am Solling unter Theophil Lehmann) und unterrichtete schließlich von 1923 bis 1947 an der Jungmannschule in Eckernförde Deutsch und Englisch. Dort erinnert die hier abgebildete Büste an sein Wirken. Als Luserke ab 1925 die Schule am Meer auf der Nordseeinsel Juist führte, ermöglichte Lehmann seinem Sohn den dortigen Schulbesuch.
Während des Ersten Weltkrieges wurde Lehmann 1917 zur Infanterie eingezogen, desertierte jedoch im September 1918 in englische Kriegsgefangenschaft, die bis Oktober 1919 andauerte. Aus seinen grauenhaften Kriegserfahrungen entstand der Roman Der Überläufer, den Lehmann bereits von 1925 bis 1927 schrieb, der aber, vor allem wegen der brisanten Thematik „Desertion“, erst 1962 innerhalb der ersten Lehmann-Werkausgabe veröffentlicht werden konnte. Ausgedehnte Reisen führten Lehmann nach England, Irland, Italien, Dänemark und Dalmatien. Alfred Döblin erkannte Wilhelm Lehmann und Robert Musil 1923 den Kleist-Preis zu. Zahlreiche weitere Preise folgten, auch war Lehmann nach 1945 jeweils gewähltes Mitglied der Deutschen Akademie für Sprache und Dichtung, der Bayerischen Akademie der Schönen Künste und der Akademie der Wissenschaften und der Literatur Mainz sowie des P.E.N.-Clubs.
Aus – für einen ehemaligen Deserteur des Ersten Weltkrieges nicht unberechtigter – „Sorge um seinen Beruf und seinen Beamtenstatus“, um den er lange Jahre gekämpft hatte, trat Lehmann zum 1. Mai 1933, also sehr bald nach dem Machtantritt der Nationalsozialisten, „gegen seine innersten Überzeugungen“ in die NSDAP ein (Mitgliedsnummer 2.736.603), ohne jedoch jemals Sympathien für das neue Regime zu haben oder sich in anderer Weise dafür zu engagieren oder sich davon vereinnahmen zu lassen. An seinen jahrzehntelangen (1931–1968) Korrespondenzpartner, den deutsch-jüdischen Lyriker und Essayisten Werner Kraft, der als (in der Nazi-Diktion) „nichtarischer Beamter“ zu diesem Zeitpunkt vor den Trümmern seiner Existenz stand, schrieb Lehmann am 3. Mai 1933: „Lieber Herr Kraft, ich grüsse Sie aus der Tiefe der Empfindungen und wünsche Ihnen & mir die Fähigkeit, sich aus der Bitterkeit der Bitternisse emporzusaugen.“ In sein Tagebuch hatte Lehmann am 18. März desselben Jahres notiert: „Wie muss Werner Kraft leiden! Kaum wagte ich, ihm heute e[inen]. Gruss zu schicken!“ Nachdem Kraft sich im Juni 1933 über Eckernförde ins Exil nach Schweden gerettet hatte, schrieb ihm Lehmann in einem Brief von einem Ferienaufenthalt in England vom 15. Juli 1933: „Ein schwerer Ton klingt durch Ihren Brief – ich bin noch exilierter als Sie. Die Güte des Betragens hier [sc. in England], auch des 'man in the street' wider einander bringt mich oft zu Tränen.“ Obwohl Lehmann nur „ein nominelles Mitglied der NSDAP“ (Stephan Hermlin) und „wahrhaftig kein ‚Nazi‘“ (Joachim W. Storck) war, wurde über ihn wegen dieser Parteimitgliedschaft 1945 zunächst ein Publikationsverbot verhängt, das aber spätestens 1946 keine Gültigkeit mehr hatte (Publikation des Gedichtbandes Entzückter Staub).
Wilhelm Lehmanns Grab liegt auf dem Friedhof der Kapelle Westerthal.

## Werk
Lehmanns erzählerisches Werk hat deutlich autobiographischen Charakter (neben Der Überläufer wichtig vor allem Weingott und Der Provinzlärm, entstanden 1930, Erstausgabe 1953 unter dem Titel Ruhm des Daseins). Szenerie und Personen entstammen seiner Erfahrung. Im Mittelpunkt stehen Menschen, die zwar im äußeren Lebenskampf scheitern, aber die Ruhe ihrer Naturverbundenheit auch auf ihre Umgebung ausstrahlen. Der Tonfall der Prosa ist trotz lyrischer Überhöhung frei von Pathos.
Lehmanns linguistische, biologische und philosophische Studien prägten auch seine Poetik und Lyrik, die deutliche naturmagische Tendenzen aufweist:
„Respekt vor der Schöpfung, vor dem Daseienden, Genauigkeit des Sehens, die Empfindung, dass alles nur einmal vorhanden ist und nur in verwandelter Gestalt immer herrscht: das wäre gewissermaßen die Inhaltsangabe meiner Gedichte.“
„Das gelungene Gedicht versetzt Menschen wie Dinge aus einem ungenauen in einen genauen Zustand. Es betrügt ihn und sie gerade nicht um das Dasein, sondern verleiht es ihnen.“

## Rezeption
Sein Werk beeinflusste etliche wichtige jüngere Autoren maßgeblich, u. a. Elisabeth Langgässer, Günter Eich, Karl Krolow und Karl Schwedhelm, aber z. B. auch Ludwig Harig, Harald Hartung, Wulf Kirsten oder Lutz Seiler. Ältere Autoren wie Hermann Hesse oder Gottfried Benn schätzten die dichterische und lyrische Begabung Lehmanns. Hesse prophezeite, er werde manchen seinerzeit Berühmteren überdauern. Neben Lehmanns Briefwechsel mit Werner Kraft ist auch derjenige Lehmanns mit Schwedhelm als Buch erschienen. Der Roman Der Überläufer inspirierte Ulrike Almut Sandig zu ihrem Gedichtzyklus Feuer Erde Wasser Sprung.

## Wilhelm-Lehmann-Gesellschaft
Im Jahre 2004 wurde in Lehmanns Heimatort Eckernförde die Wilhelm Lehmann-Gesellschaft wiedergegründet (eine erste bestand, gegründet zu Lehmanns 75. Geburtstag, in den fünfziger und sechziger Jahren), die das Andenken an den knapp vierzig Jahre nach seinem Tod schon fast vergessenen Dichter pflegen will, etwa mit ihren Publikationen (unter anderem der Schriftenreihe Sichtbare Zeit, bislang fünf Bände, Wilhelm Lehmann – Ein Lesebuch, Ausgewählte Lyrik und Prosa hrsg. v. Uwe Pörksen, Jutta Johannsen, Heinrich Detering) oder den mittlerweile (2017) zwölfmal in Eckernförde abgehaltenen Wilhelm-Lehmann-Tagen. Seit 2013 ist Beate Kennedy die erste Vorsitzende und Wolfgang Menzel zweiter Vorsitzender.
Das Hörbuch Wilhelm Lehmann: Der Provinzlärm mit einem ausführlichen Begleitbuch von Peter Nicolaisen wurde im Geiste der Gesellschaft von Hanns Zischler eingelesen und im Alpheus Verlag 2012 herausgegeben (ISBN 978-3-9813184-3-2).
Seit 2009 verleihen die Wilhelm-Lehmann-Gesellschaft und die Stadt Eckernförde alle zwei bis drei Jahre den Wilhelm-Lehmann-Preis.

## Auszeichnungen
- 1923: Kleist-Preis
- 1951: Kunstpreis des Landes Schleswig-Holstein
- 1952: Universitäts-Medaille der Christian-Albrechts-Universität zu Kiel
- 1957: Großes Verdienstkreuz der Bundesrepublik Deutschland
- 1959: Schiller-Gedächtnis-Preis des Landes Baden-Württemberg
- 1962: Verleihung der Ehrenbürgerwürde der Stadt Eckernförde
- 1963: Kulturpreis der Stadt Kiel.

## Werke
Werkausgaben:
- Sämtliche Werke. Drei Bände. Mohn, Gütersloh 1962.

Band I: Romane und Erzählungen [1].
Band II: Romane und Erzählungen [2]. Autobiographisches und Bukolische Tagebücher.
Band III: Essays. Gedichte.
- Gesammelte Werke in acht Bänden. Hrsg. in Verbindung mit der Akademie der Wissenschaften und der Literatur in Mainz und dem Deutschen Literaturarchiv in Marbach a. N. von Agathe Weigel-Lehmann, Hans Dieter Schäfer, Reinhard Tgahrt u. Bernhard Zeller. Klett-Cotta, Stuttgart 1982–2009. (Gesamtrez. NZZ)

Band 1: Sämtliche Gedichte. Hg. v. Hans Dieter Schäfer. 1982, ISBN 3-608-95040-0.
Band 2: Romane I. Der Bilderstürmer. Die Schmetterlingspuppe. Weingott. Hg. v. Jochen Meyer. 1984, ISBN 3-608-95041-9.
Band 3. Romane II. Der Überläufer. Hg. v. Uwe Pörksen. Komm. v. Wolfgang W. Menzel u. Uwe Pörksen 1989, ISBN 3-608-95042-7.
Band 4: Romane III. Der Provinzlärm. Hg. v. Klaus Weissenberger. 1986, ISBN 3-608-95043-5.
Band 5: Erzählungen. Hg. v. David Scrase u. Reinhard Tgahrt. 1994, ISBN 3-608-95044-3.
Band 6: Essays I. Hg. v. Wolfgang W. Menzel nach Vorarbeit v. Reinhard Tgahrt. 2006, ISBN 3-608-95045-1. (Rez. FAZ.)
Band 7: Essays II. Hg. v. Wolfgang W. Menzel nach Vorarbeit v. Reinhard Tgahrt. 2009, ISBN 978-3-608-95046-5. (Rez. Literaturkritik.de)
Band 8: Autobiographische und vermischte Schriften. Hg. v. Verena Kobel-Bänninger. 1999, ISBN 3-608-95047-8. (Rez. FAZ, Rez. Literaturkritik.de.)
Briefwechsel:
- Walter Otto Max Braun, Wilhelm Lehmann: Herzlichst über die Weite. Der Briefwechsel zwischen Walter O. M. Braun und Wilhelm Lehmann (März 1953 – Januar 1958). (= Donauschwäbisches Archiv. Reihe 2. 12). Hrsg. mit einer Einl. von Peter Horwath. Arbeitsgemeinschaft Donauschwäbischer Lehrer, München 2005.
- Karl Schwedhelm: Gesammelte Werke. Band 8: Karl Schwedhelm und Wilhelm Lehmann. Briefwechsel und Dokumente 1948–1967. Hrsg. u. mit einem Nachwort v. Klaus Johann. Mit einem Lebenslauf Karl Schwedhelms v. Sabine Schwedhelm. Rimbaud, Aachen 2007, ISBN 978-3-89086-554-6. (Inhaltstext DNB.)
- Werner Kraft, Wilhelm Lehmann: Briefwechsel 1931–1968. (= 89. Veröffentlichung der Deutschen Akademie für Sprache und Dichtung). Hrsg. v. Ricarda Dick. Zwei Bände. Wallstein, Göttingen 2008, ISBN 978-3-8353-0235-8. (Rez. FR, Rez. StZ, Rez. FAZ, Rez. (Seite nicht mehr abrufbar. Suche in Webarchiven) SZ.)
- Wilfried Brennecke und Wilhelm Lehmann: Ein später Briefwechsel des Dichters mit einem jungen Verehrer nebst einigen Anmerkungen zur Zeitgeschichte. Mit einem Geleitwort v. Helmut Reinold. Selbstpublikation. Engelsdorfer Verlag, Leipzig 2010, ISBN 978-3-86901-791-4. (Inhaltstext DNB.)

Erstausgaben:
- Der Bilderstürmer (Roman, 1917)
- Die Schmetterlingspuppe (Roman, 1918)
- Weingott (Roman, 1921)
- Bukolisches Tagebuch aus den Jahren 1927–1932 (1948). Neuausgabe im Verlag Heinrich & Hahn, Frankfurt am Main 2005, ISBN 3-86597-030-3.
- Die Hochzeit der Aufrührer (Erzählung, 1934)
- Antwort des Schweigens (Gedichte, 1935)
- Der grüne Gott (Gedichte, 1942)
- Entzückter Staub (Gedichte, 1946)
- Verführerin, Trösterin und andere Erzählungen (Erzählung, 1947)
- Bewegliche Ordnung (Essays, 1947)
- Mühe des Anfangs. Biographische Aufzeichnung (Autobiografie, 1952)
- Ruhm des Daseins (Roman, 1953; späterer Titel: Der Provinzlärm)
- Überlebender Tag (Gedichte, 1954)
- Meine Gedichtbücher (Gedichte, 1957)
- Kunst des Gedichts (7 Essays), Insel Verlag, Frankfurt am Main 1961 ( Insel-Bücherei 748)
- Der Überläufer (Roman, 1962)
- Abschiedslust (Gedichte, 1962)
- Sichtbare Zeit (Gedichte, 1967)

Übersetzungen:
- Six Poems by Wilhelm Lehmann, übersetzt von Seán Haldane. In: PN Review. 148. 2002.

## Sekundärliteratur
- Heinz Bruns: Wilhelm Lehmann, sein Leben und Dichten. Eine Chronik. Mühlau, Kiel 1962.
- Gegenwart des Lyrischen. Essays zum Werk Wilhelm Lehmanns. Hrsg. von Werner Siebert. Mohn, Gütersloh 1967. (Mit Beiträgen von Moritz Heimann, Werner Kraft, Karl Krolow, Elisabeth Langgässer, Oskar Loerke, Reinhard Tgahrt u. Werner Weber sowie von Lehmann selbst u. mit einer Bibliographie.)
- Hans Dieter Schäfer: Wilhelm Lehmann. Studien zu seinem Leben und Werk. (= Abhandlungen zur Kunst-, Musik- und Literaturwissenschaft. 66). Bouvier, Bonn 1969.
- Karl Graucob: Wilhelm Lehmann, Lyrik und Bukolische Tagebuecher. Eine vergleichende Untersuchung. Muehlau, Kiel 1970.
- Jochen Jung: Mythos und Utopie. Darstellungen zur Poetologie und Dichtung Wilhelm Lehmanns. (=  Hermaea. N.F. 34). Niemeyer, Tübingen 1975, ISBN 3-484-15029-7.
- Hans-Albrecht Koch: Lehmann, Wilhelm Heinrich. In: Olaf Klose, Eva Rudolph (Hrsg.): Schleswig-Holsteinisches Biographisches Lexikon. Bd. 4. Karl Wachholtz Verlag, Neumünster 1976, S. 135–139.
- David A. Scrase: Lehmann, Wilhelm. In: Neue Deutsche Biographie (NDB). Band 14, Duncker & Humblot, Berlin 1985, ISBN 3-428-00195-8, S. 96 f. (Digitalisat).
- Wilhelm Lehmann. Ausstellung von April bis Oktober 1982. Schiller-Nationalmuseum, Marbach 1982. Bearbeitet von Ute Doster in Verbindung mit Jochen Meyer. (= Marbacher Magazin. 22). 2. Auflage. Keicher, Warmbronn 2006, ISBN 3-938743-34-4.
- Axel Goodbody: Natursprache. Ein dichtungstheoretisches Konzept der Romantik und seine Wiederaufnahme in der modernen Naturlyrik (Novalis – Eichendorff – Lehmann – Eich). (= Kieler Studien zur deutschen Literaturgeschichte. 17). Wachholtz, Neumünster 1984, ISBN 3-529-03117-8.
- David Scrase: Wilhelm Lehmann. A Critical Biography. Vol. I: The Years of Trial (1880–1918). (= Studies in German Literature, Linguistics, and Culture. 13. Part I). Camden House, Columbia 1984, ISBN 0-938100-15-7. (Dieser Band ist in überarbeiteter Fassung gemeinsam mit dem lange geplanten zweiten Band in das nachfolgend genannte Buch von Scrase aufgegangen.)
- David Scrase: Wilhelm Lehmann. Biographie. (= Mainzer Reihe. Neue Folge 10) Aus dem Englischen von Michael Lehmann. Wallstein Verlag, Göttingen 2011, ISBN 978-3-8353-0917-3.
- Gunter E. Bauer-Rabé: Hälfte des Lebens. Untersuchungen zu den Tagebüchern Wilhelm Lehmanns 1900–1925. Königshausen & Neumann, Würzburg 1986, ISBN 3-88479-112-5.
- Wilhelm Lehmanns Stimme und Echo. (= Sichtbare Zeit. 1). Hrsg. von Hans Dieter Schäfer. Wallstein, Göttingen 2005, ISBN 3-8353-0036-9. (Inhaltstext DNB.)
- Wiederbegegnung. Wilhelm Lehmanns poetisches Spektrum. (= Sichtbare Zeit. 2). Hrsg. von Uwe Pörksen. Wallstein, Göttingen 2006, ISBN 3-8353-0097-0. (Inhaltstext DNB.)
- Ernst Klee: Wilhelm Lehmann. In: Ernst Klee: Das Kulturlexikon zum Dritten Reich. Wer war was vor und nach 1945. S. Fischer, Frankfurt am Main 2007, ISBN 978-3-10-039326-5.
- Wilhelm Lehmann zwischen Naturwissen und Poesie. (= Sichtbare Zeit. 3). Hrsg. von Uwe Pörksen. Wallstein, Göttingen 2008, ISBN 978-3-8353-0132-0. (Inhaltsverzeichnis (PDF-Datei), Rez. FAZ.)
- Merlinszeit. Wilhelm Lehmann braucht ein Haus in Eckernförde. (= Sichtbare Zeit. 4). Hrsg. von Uwe Pörksen. Wallstein, Göttingen 2010, ISBN 978-3-8353-0783-4. (Inhaltsverzeichnis (PDF-Datei))
- Der Provinzlärm und die Aufgabe, Flügel zu schaffen. Wilhelm Lehmann als Pädagoge (=Sichtbare Zeit. 5). Hrsg. Uwe Pörksen. Wallstein, Göttingen 2012, ISBN 978-3-8353-1243-2
- Wilhelm Lehmann – Der Provinzlärm. Hörbuch, gelesen und hrsg. von Hanns Zischler mit einem Begleitbuch von Peter Nicolaisen. Alpheus-Verlag 2012, ISBN 978-3-9813184-3-2
- Wilhelm Lehmann Der Überläufer. (Krieg und Gefangenschaft) Auszug aus dem gleichnamigen Roman in der Fassung von 1927 mit einem Geleitwort von Günter Kunert, hrsg. und mit einem Nachwort versehen von Wolfgang Menzel. Donat Verlag 2014, ISBN 978-3-943425-42-0
- Wilhelm Lehmann. (= Poesiealbum. 297). Märkischer Verlag, Wilhelmshorst 2011, ISBN 978-3-931329-97-6.
- Wolfgang Beutin: Wilhelm Lehmann. In: Preisgekrönte. Zwölf Autoren und Autorinnen von Paul Heyse bis Herta Müller. Ausgewählte Werke, sprachkritisch untersucht. Peter Lang Verlag, Frankfurt am Main 2012, ISBN 978-3-631-63297-0, S. 99–104.
- Monika Lindinger: Wilhelm Lehmann. In: Biographisch-Bibliographisches Kirchenlexikon (BBKL). Band 39, Bautz, Nordhausen 2018, ISBN 978-3-95948-350-6, Sp. 752–766 (Artikel/Artikelanfang im Internet-Archive).